# Strmělka mlženka
Strmělka mlženka (Clitocybe nebularis), případně čirůvka mlženka (Lepista nebularis) je jedlá houba z čeledi čirůvkovitých.

## Vzhled
Klobouk 5 až 20 cm široký, v mládí sklenutý, posléze rozprostřený až vyhloubený a nepravidelně zprohýbaný, šedý až šedohnědý, v mládí mívá na povrchu bělavý povlak. Lupeny 3 až 6 mm (ve stáří až 10 mm) vysoké, husté, sbíhavé, bělavé, později nažloutlé.
Třeň 5 až 10 cm vysoký, 1,5 až 4 cm tlustý, válcovitý, dole často výrazně ztluštělý, plný, u starších plodnic vatovitě vycpaný až dutý, bělavý, případně našedlý nebo nahnědlý.
Dužnina bílá, při poranění barvu nemění. Chuť nasládle nakyslá; má výraznou, nasládle aromatickou vůni.
Výtrusy bezbarvé, elipsoidní, hladké, o rozměrech 6-8 × 3-4 µm. Výtrusný prach bílý.

## Výskyt
Roste od srpna do listopadu v listnatých i jehličnatých lesích, i mimo les v parcích a zahradách. Rozšířena je v Evropě a Severní Americe.

## Využití
Strmělka mlženka je jedlá houba; je však výrazně aromatická a citlivým osobám nebo nedostatečně tepelně upravená může způsobit trávicí potíže. Doporučuje se používat ji v menším množství do směsi s jinými druhy, případně v takové úpravě, která zmírní její aroma. Za lahodnou bývá považována coby naložená v octu.